# مسیه ۴۳
مسیه ۴۳ یا سحابی دی ماریان یکی از سحابی‌های صورت فلکی شکارچی است؛ و توسط فردی به همین نام (Jean-Jacques Dortous de Mairan) و در سال ۱۷۳۱ کشف شد.